# ワタナベ (企業)
ワタナベは、静岡県静岡市に本部を置く企業。100円ショップの100えんハウス レモンを運営している。

## 沿革
- 1988年（昭和63年）6月 - 株式会社ワタナベ設立。

## 店舗数
※2024年1月現在
- 山形県：2店舗
- 埼玉県：8店舗
- 東京都：4店舗
- 神奈川県：3店舗
- 千葉県：3店舗
- 静岡県：43店舗
- 愛知県：2店舗